# Brauerei Fuchsbeck
Die Brauerei Fuchsbeck (Eigentümer: Orth-Bräu GmbH & Co. KG) ist eine seit 1834 bestehende Brauerei mit Brauereigaststätte in Sulzbach-Rosenberg. Die Braustätte liegt im Westen der Altstadt, direkt unterhalb des Sulzbacher Schlosses. Im direkt am Schlossfelsen gelegenen Biergarten finden regelmäßig Veranstaltungen des Literaturarchivs statt.

## Sortiment
- Helles Vollbier 4,9 Vol.-%
- Export 5,4 Vol.-%
- Pils 5,0 %
- Weißbier 5,2 Vol.-% (Flaschengärung)
- Kristall-Weizen 5,1 Vol.-%
- Leichtes Weizen 2,9 Vol.-%

saisonal:
- Festbier 5,5 Vol.-%
- Bockbier 7,0 Vol.-%
- Primus 7,5 Vol.-% (Weizenbock, Flaschengärung)